# Eugenio Derbez
Eugenio González Derbez (Città del Messico, 2 settembre 1961) è un attore, regista e produttore cinematografico messicano.

## Biografia
Ha partecipato a film e serie TV statunitensi, così come al doppiaggio occasionale di voci in spagnolo. Nel 2013 Derbez scrive, dirige e interpreta la commedia drammatica Instructions Not Included che riscuote grande successo a livello internazionale, al punto di diventare il film che ha incassato maggiormente nella storia del cinema messicano, vincendo anche premi come ad esempio il Premio Platino.
Derbez ha partecipato come star talent al doppiaggio di voci spagnole in varie pellicole come Il dottor Dolittle, Mulan e Shrek, così come in tutti i suoi sequel. Nel 2007 partecipò al film La stessa luna. Nell'agosto del 2014 lanciò il suo canale di video su YouTube Eugenioderbez.tv. Nel 2018 partecipò al film Overboard nel 2021 a CODA - I segni del cuore.

## Filmografia

### Attore

#### Cinema
- Beverly Hills Chihuahua, regia di Raja Gosnell (2008)
- Instructions Not Included, regia di Eugenio Derbez (2013)
- Miracoli dal cielo (Miracles from Heaven), regia di Patricia Riggen (2016)
- Geostorm, regia di Dean Devlin (2017)
- How to Be a Latin Lover, regia di Ken Marino (2017)
- Overboard, regia di Rob Greenberg (2018)
- Lo schiaccianoci e i quattro regni (The Nutcracker and the Four Realms), regia di Lasse Hallström e Joe Johnston (2018)
- Dora e la città perduta (Dora and the Lost City of Gold), regia di James Bobin (2019)
- CODA - I segni del cuore (CODA), regia di Sian Heder (2021)
- The Valet, regia di Richard Wong (2022)
- Aristotle e Dante scoprono i segreti dell'universo (Aristotle and Dante Discover the Secrets of the Universe), regia di Aitch Alberto (2022)

#### Televisione
- Acapulco - serie TV, 10 episodi (2021)
- P#t@s Redes Sociales, M@ledetti Social Network - serie TV, 1 episodio (2023)

### Doppiatore
- A Casa dei Loud (The Loud House) - serie animata, 2 episodi (2019)
- Angry Birds 2 - Nemici amici per sempre (The Angry Birds Movie 2), regia di Thurop Van Orman e John Rice (2019)
- Elena di Avalor (Elena of Avalor) - serie animata, episodio 3x07 (2019)
- I Casagrande (The Casagrandes) - serie animata, 11 episodi (2019-2021)

## Riconoscimenti
- Premio Emmy
  - 2020 – Candidatura al miglior programma per LOL: Last One Laughing
  - 2020 – Candidatura al miglior conduttore TV per LOL: Last One Laughing
- Gold Derby Award
  - 2022 – Candidatura al miglior attore non protagonista per I segni del cuore

## Doppiatori italiani
Nelle versioni in italiano dei suoi film, Eugenio Derbez è stata doppiato da:
- Alessandro Budroni in Geostorm, Lo schiaccianoci e i quattro regni  The Valet
- Antonio Palumbo in La stessa luna
- Claudio Insegno in Beverly Hills Chihuahua
- Simone D'Andrea in Instructions Not Included
- Stefano Thermes in Miracoli dal cielo
- Andrea Lavagnino in Overboard
- Oreste Baldini in Dora e la città perduta
- Diego Suarez in CODA - I segni del cuore
- Teo Bellia in Acapulco

Da doppiatore è stato sostituito da:
- Edoardo Lomazzi in I Casagrande
- Luigi Ferraro in Angry Birds 2 - Nemici amici per sempre